# Al Sarab Tower
Al Sarab Tower ist der Name eines Büro-Hochhauses auf der Insel Maryah in Abu Dhabi, der Hauptstadt der Vereinigten Arabischen Emirate.
Das Gebäude befindet sich im neu errichteten Gebäudekomplex Abu Dhabi Global Market Square und wurde 2012 eröffnet. Der Al Sarab Tower ist spiegelbildlich identisch mit dem Al Sila Tower, hat 31 Stockwerke und ist 131 Meter hoch. Während der Bauzeit war der Name  Sowwah Square Tower 2.